# Albert P. Crary
Albert P. Crary, né le 25 juillet 1911 à Pierrepont (État de New York) et mort le 29 octobre 1987 à Washington, est un géophysicien et glaciologue américain. Il était un pionnier de la géophysique et la glaciologie polaire.
Crary est le septième chef d'expédition Antarctique à atteindre le Pôle Sud par voie terrestre.